# Euthrix
Genre
Euthrix est un genre d’insectes lépidoptères de la famille des Lasiocampidae.
Selon les classifications, ce genre est placé dans la sous-famille des Lasiocampinae ou dans celle des Pinarinae.

## Liste des espèces
Selon BioLib (5 janv. 2014)
- Euthrix albomaculata Bremer, 1861
- Euthrix fossa Swinhoe, 1897
- Euthrix hani (de Lajonquière, 1978)
- Euthrix imitatrix de Lajonquière
- Euthrix isocyma Hampson, 1892
- Euthrix laeta (Walker, 1855)
- Euthrix lao Zolotuhin, 2001
- Euthrix ochreipuncta Wileman
- Euthrix orboy Zolotuhin, 1998
- Euthrix potatoria (Linnaeus, 1758) — Buveuse ou bombyx buveur
- Euthrix sherpai Zolotuhin, 2001
- Euthrix tsini (de Lajonquière, 1978)
- Euthrix vulpes Zolotuhin, 2001